# Josette et compagnie
Pour plus de détails, voir Fiche technique et Distribution.
Josette et compagnie (Josette) est un film américain réalisé par Allan Dwan, sorti en 1938.

## Synopsis
Pierre et David Brassard, deux frères, entreprennent de tirer leur père vieillissant des griffes d'une chanteuse, Josette, qui cherche à se faire épouser. Mais ils se trompent et prennent pour la chanteuse, la ravissante habilleuse, Renée LeBlanc, dont ils ne tardent pas à tomber, l'un et l'autre, amoureux.

## Fiche technique
- Titre original : Josette
- Titre français : Josette et compagnie
- Réalisation : Allan Dwan
- Scénario : James Edward Grant d'après la pièce Jo and Josette de Paul Frank et Georg Fraser, adaptation d'une nouvelle de László Vadnay (en)
- Photographie : John J. Mescall
- Direction artistique : David S. Hall et Bernard Herzbrun
- Costumes : Royer
- Musique : Walter Scharf, Mack Gordon (en) et Harry Revel
- Montage : Robert L. Simpson
- Production : Gene Markey (en), Darryl F. Zanuck
- Société de production : 20th Century Fox
- Pays d'origine : États-Unis
- Format : Noir et blanc - 35 mm - 1,37:1
- Genre : comédie romantique
- Durée : 73 minutes
- Dates de sortie :
  - États-Unis : 3 juin 1938
  - France : 3 août 1938

## Distribution
- Don Ameche : David Brassard Jr.
- Simone Simon : Renée LeBlanc
- Robert Young : Pierre Brassard
- Joan Davis : May Morris
- Bert Lahr : Barney Barnaby
- Paul Hurst : A. Adolphus Heyman
- William Collier Sr. : David Brassard Sr.
- Tala Birell : Mlle. Josette
- Lynn Bari : Mrs. Elaine Dupree
- William Demarest : Joe, le patron du snack
- Armand Kaliz : Thomas
- Ruth Gillette : Belle
- Ferdinand Gottschalk : Papa LeBlanc
- Robert Lowery : Rufe, un marin
- Lon Chaney Jr. : un marin
- Maurice Cass : Ed, le fourreur
- George Reed : le maître d'hôtel
- Paul McVey : le directeur de l'hôtel
- Fred Kelsey : le détective de l'hôtel
- Robert Kellard : le journaliste
- Slim Martin : le chef d'orchestre
- June Gale : la fille du café
- Mary Healy : une fille au bord du ring